# توکلیس احمد
توکلیس احمد (انگلیسی: Toklis Ahmed؛ زادهٔ ۲ اکتبر ۱۹۹۵) بازیکن فوتبال اهل بنگلادش است.
از باشگاه‌هایی که در آن بازی کرده است می‌توان به باشگاه فوتبال شیخ جمال دانموندی اشاره کرد.
وی همچنین در تیم‌های ملی فوتبال زیر ۲۳ سال بنگلادش و بنگلادش بازی کرده است.